# Les Campanetes
Les Campanetes és una roca de 1.231,4 metres del terme actual de Conca de Dalt, pertanyent a l'antic municipi de Toralla i Serradell, en el Pallars Jussà, en l'àmbit del poble de Serradell.
És a prop de la meitat de la Serra de Sant Salvador, just a ponent de la Roca Palomera, a ponent del poble de Serradell. També queda al sud-est del Puig de Lleràs, que domina aquest cap de vall. Queda a la dreta del barranc del Grau, al davant i al sud de la Solana de Fornons.
És, paisatgísticament, una de les roques destacades del costat meridional del fons de la vall de Serradell, a prop d'on aquesta vall queda tancada per la carena del Puig de Lleràs.